# Simbol Pearson
Simbolul Pearson sau notația Pearson este utilizată în cristalografie pentru a descrie structura cristalină, și a fost pusă la punct de către W.B. Pearson. Fiecare simbol este alcătuit din două litere, urmate de o cifră; de exemplu:
- Pentru structura diamantului: cF8
- Pentru structura rutilului: tP6

## Reprezentare
Cele două litere simbolizează rețeaua Bravais, litera mică reprezentând familia cristalină, iar litera mare reprezentând tipul de centrare. Cifra reprezentă numărul de atomi aflați într-o celulă cristalină unitate convențională (IUPAC, 2005).
| a | triclinică = anortică |
| m | monoclinică           |
| o | ortorombică           |
| t | tetragonală           |
| h | hexagonală            |
| c | cubică                |

| P       | Primitiv                            | 1 |
| S,A,B,C | O latură/față centrată              | 2 |
| I       | Corp centrat (de la innenzentriert) | 2 |
| R       | Romboedric central (vezi mai jos)   | 3 |
| F       | Toate fețele centrate               | 4 |

Literele A, B și C au fost utilizate în locul literei S. Când fața centrată taie axa X, rețeaua Bravais este A-centrată. Prin analogie, cânt fața centrată taie axa Y sau Z, rețeaua este B- sau C-centrată, respectiv.
Cele paisprezece rețele Bravais posibile sunt identificate cu ajutorul primelor două litere:
| Familie cristalină | Simbol de rețea | Litere din simbolul Pearson |
| ------------------ | --------------- | --------------------------- |
| Triclinică         | P               | aP                          |
| Monoclinică        | P               | mP                          |
|                    | S               | mS                          |
| Ortorombică        | P               | oP                          |
|                    | S               | oS                          |
|                    | F               | oF                          |
|                    | I               | oI                          |
| Tetragonală        | P               | tP                          |
|                    | I               | tI                          |
| Hexagonală         | P               | hP                          |
|                    | R               | hR                          |
| Cubică             | P               | cP                          |
|                    | F               | cF                          |
|                    | I               | cI                          |